# Jack Cooley
Jack Ryan Cooley (Evanston, 12 aprile 1991) è un cestista statunitense.

## Carriera
Dopo vari anni trascorsi tra Europa, D-League e NBA, per la stagione 2018-19 si trasferisce alla Dinamo Sassari. 

### 2018-19: Sassari, il trionfo in FIBA Europe Cup
In campionato si fa subito notare con 18 punti alla prima giornata contro Reggio Emilia. Essendo uno dei centri più dominanti sotto canestro in Italia, riesce spesse volte, nell'arco della stagione regolare, a raggiungere la doppia cifra nei punti e nei rimbalzi. In particolare, il 7 aprile 2019 contribuisce alla vittoria in trasferta contro Milano con una doppia doppia da 27 punti (11/16 da due e 5/7 ai liberi) e 11 rimbalzi, di cui 7 offensivi. Chiude la stagione regolare con 14,5 punti e 9,1 rimbalzi di media. 
In Coppa Italia si rende protagonista della vittoria contro Venezia ai quarti grazie ad un semigancio sugli sviluppi di una rimessa laterale a pochi secondi dalla fine.
In FIBA Europe Cup è uno degli artefici del primo successo continentale della Dinamo e, più in generale, di una squadra professionistica sarda. Chiude infatti quella competizione con una media di 11,2 punti e 6,5 rimbalzi in 22 partite.
Nei play-off scudetto abbassa leggermente la media rispetto alla regular season, pur confermandosi uno dei pilastri della squadra assieme ai compagni Dyshawn Pierre e Rashawn Thomas, abilissimi nel gioco in post basso spalle a canestro che rappresenta l'arma in più dei sardi nelle prime due serie contro Brindisi e Milano. Realizza la miglior prestazione dei play-off in gara-6 di finale contro la Reyer Venezia, mettendo a referto 26 punti (11/18 da due) e 11 rimbalzi, di cui 7 offensivi.
Nel corso del mese di luglio del 2019 viene formalizzato il suo trasferimento in Giappone presso i Basket Ryukyu Golden Kings di Okinawa.

## Statistiche

### College
| Anno      | Squadra             | PG  | PT | MP   | TC%  | 3P%  | TL%  | RP   | AP  | PRP | SP  | PP   |
| --------- | ------------------- | --- | -- | ---- | ---- | ---- | ---- | ---- | --- | --- | --- | ---- |
| 2009-2010 | Notre Dame F. Irish | 21  | 0  | 5,3  | 40,0 | -    | 33,3 | 1,8  | 0,0 | 0,1 | 0,2 | 1,0  |
| 2010-2011 | Notre Dame F. Irish | 34  | 0  | 10,3 | 65,5 | -    | 51,7 | 3,1  | 0,3 | 0,2 | 0,5 | 3,7  |
| 2011-2012 | Notre Dame F. Irish | 33  | 31 | 28,7 | 62,5 | -    | 67,6 | 8,9  | 0,8 | 0,6 | 1,6 | 12,5 |
| 2012-2013 | Notre Dame F. Irish | 35  | 35 | 29,3 | 57,9 | 50,0 | 70,3 | 10,1 | 0,8 | 0,7 | 1,2 | 13,1 |
| Carriera  | Carriera            | 123 | 66 | 19,8 | 60,1 | 50,0 | 66,3 | 6,4  | 0,5 | 0,4 | 0,9 | 8,3  |

### NBA

#### Regular Season
| Anno      | Squadra          | PG | PT | MP   | TC%  | 3P% | TL%  | RP  | AP  | PRP | SP  | PP  |
| --------- | ---------------- | -- | -- | ---- | ---- | --- | ---- | --- | --- | --- | --- | --- |
| 2014-2015 | Utah Jazz        | 16 | 0  | 5,4  | 40,9 | -   | 42,9 | 1,6 | 0,1 | 0,4 | 0,2 | 1,7 |
| 2017-2018 | Sacramento Kings | 7  | 0  | 12,4 | 48,1 | -   | 73,7 | 4,3 | 0,9 | 0,1 | 0,0 | 5,7 |
| Carriera  | Carriera         | 23 | 0  | 7,6  | 44,9 | -   | 57,5 | 2,4 | 0,3 | 0,3 | 0,1 | 2,9 |

### G League
| Anno      | Squadra        | PG | PT | MP   | TC%  | 3P%  | TL%  | RP   | AP  | PRP | SP  | PP   |
| --------- | -------------- | -- | -- | ---- | ---- | ---- | ---- | ---- | --- | --- | --- | ---- |
| 2014-2015 | Idaho Stampede | 20 | 18 | 30,8 | 57,2 | 21,1 | 69,0 | 12,5 | 1,1 | 0,7 | 1,3 | 16,8 |
| 2015-2016 | Idaho Stampede | 6  | 5  | 28,0 | 54,7 | 0,0  | 63,0 | 11,8 | 1,3 | 1,8 | 0,2 | 14,5 |
| 2017-2018 | Reno Bighorns  | 39 | 32 | 27,5 | 56,1 | 25,0 | 71,4 | 9,8  | 1,1 | 1,1 | 0,6 | 17,7 |
| Carriera  | Carriera       | 65 | 55 | 28,6 | 56,3 | 19,2 | 69,9 | 10,8 | 1,1 | 1,0 | 0,7 | 17,1 |

### Eurolega
| Anno      | Squadra  | PG | PT | MP   | TC%  | 3P% | TL%  | RP  | AP  | PRP | SP  | PP  |
| --------- | -------- | -- | -- | ---- | ---- | --- | ---- | --- | --- | --- | --- | --- |
| 2015-2016 | Málaga   | 14 | 4  | 13,5 | 60,0 | -   | 63,6 | 4,3 | 0,5 | 0,6 | 0,4 | 6,3 |
| Carriera  | Carriera | 14 | 4  | 13,5 | 60,0 | -   | 63,6 | 4,3 | 0,5 | 0,6 | 0,4 | 6,3 |

## Palmarès

### Club
- FIBA Europe Cup: 1

Dinamo Sassari: 2018-19

### Individuale
- Miglior rimbalzista LBA Playoff: 1

Dinamo Sassari: 2018-19